# Урунова, Джанон
Джанон Урунова (1915 год, кишлак Махрам, Кокандский уезд, Ферганская область, Туркестанский край, Российская империя — 2 ноября 1989 года, кишлак Махрам, Канибадамский район, Ленинабадская область, Таджикская ССР) — звеньевая шелководческого звена колхоза имени Молотова Канибадамского района Ленинабадской области, Таджикская ССР. Герой Социалистического Труда (1957). Депутат Верховного Совета Таджикской ССР 4 — 6 созывов. Внесла значительный вклад в развитие шелководства в Таджикской ССР.

## Биография
Родилась в 1915 году в крестьянской семье в кишлаке Махрам. Получила начальное образование. Трудовую деятельность начала в 1929 году. Преподавала в школе ликбеза, заведовала детским садом. С 1930 — шелковод в местном колхозе (позднее — колхоз имени Коминтерна, «Ударник», имени Молотова, с 1957 года — имени Шарипова, позднее — «Таджикистан») Канибадамского района. Трудилась рядовой колхозницей, позднее была назначена звеньевой шелководческого звена. С 1939 года — член ВКП(б). За выдающиеся трудовые достижения в годы Великой Отечественной войны была награждена в 1944 году Орденом Ленина.
В своей работе применяла передовые методы при выращивании шелкопряда, в результате чего сократился срок выращивания коконов с одного месяца до трёх недель. Была инициатором социалистического соревнования среди шелководов Таджикской ССР. Указом Президиума Верховного Совета СССР от 17 января 1957 года «за выдающиеся успехи, достигнутые в деле развития советского хлопководства, широкое применение достижений науки и передового опыта в возделывании хлопчатника и получение высоких урожаев хлопка-сырца» удостоена звания Героя Социалистического Труда с вручением Ордена Ленина и золотой медали Серп и Молот.
Позднее трудилась заведующей колхозным отделением шелководства. Проработала шелководом около 40 лет. Написала книгу о шелководстве.
Избиралась депутатом Верховного Совета Таджикской ССР 4 — 6 созывов.
В 1971 году вышла на пенсию. Персональный пенсионер союзного значения. Проживала в родном посёлке, где скончалась в ноябре 1989 года.
Награды
- Герой Социалистического Труда
- Орден Ленина — дважды (03.01.1944; 1957)
- Орден Трудового Красного Знамени (11.01.1957)
- Медаль «За доблестный труд в Великой Отечественной войне 1941—1945 гг.»
- Почётная грамота Президиума Верховного Совета Таджикской ССР.